# Königsliste von Abydos (Ramses II.)
Bei der Königsliste von Abydos (Ramses II.), auch gelegentlich als Abydostafel bezeichnet handelt es sich um eine Auflistung altägyptischer Könige (Pharaonen) im Tempel von Ramses II. in Abydos. Sie ist fast identisch mit der Liste von Sethos I. aus dessen Tempel in Abydos. Die Liste von Ramses II. ist schon länger bekannt, aber nicht so gut erhalten und befindet sich heute im Britischen Museum London. Sie wurde 1818 von William John Bankes ausgegraben. Das Britische Museum hatte sie 1837 erworben.

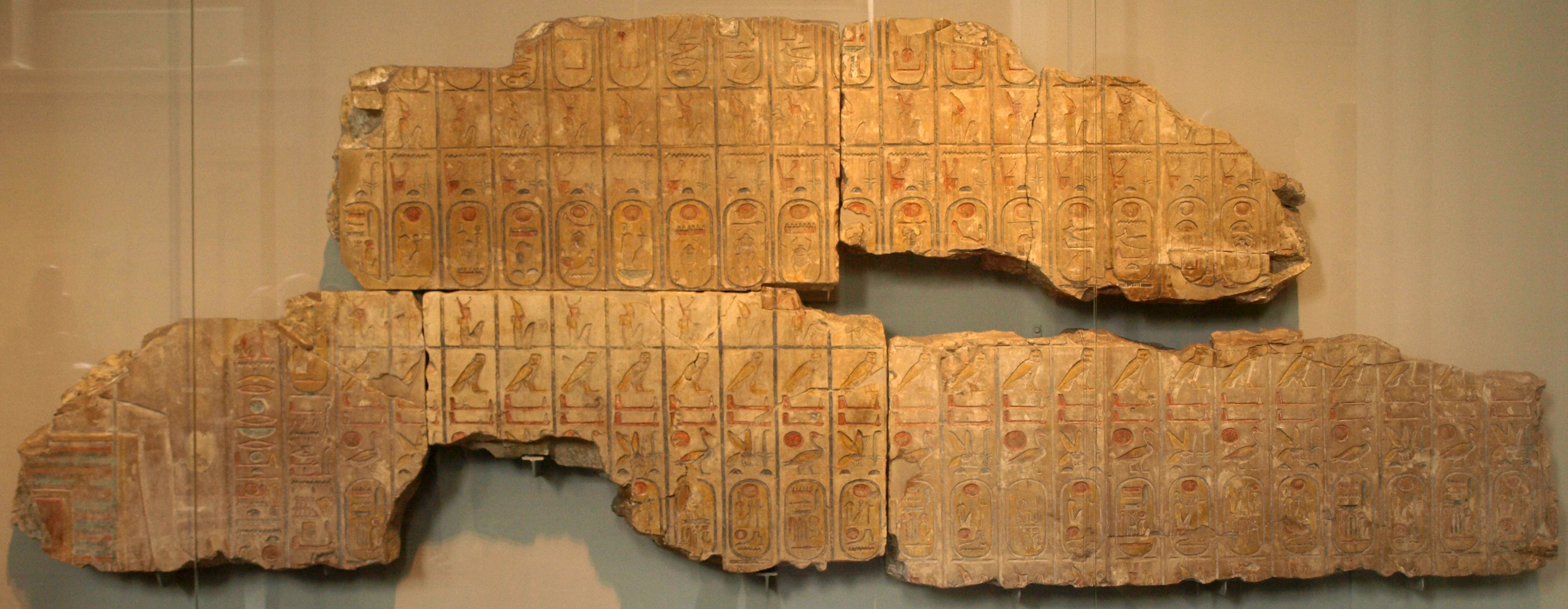
Die Königsliste von Abydos im Britischen Museum

Bei dieser Liste gelten 29 von 50 Kartuschen als lesbar.